# Otto Silber
Otto Silber (Tallinn, 17 marzo 1893 – 23 dicembre 1940) è stato un calciatore estone, di ruolo difensore.